# Gladys Mancini
Gladys Mancini (Las Perdices, Córdoba,1939-Buenos Aires, 5 de marzo de 2025) fue una modelo y actriz de cine, televisión y teatro argentina.

## Carrera
Se inició profesionalmente como modelo publicitaria a comienzos de la década de 1960. También actuó en fotonovelas con modelos y actores como Carlos Acuña, Norberto Suárez y Ricardo Galkin,.
Debutó en la pantalla chica de la mano de Pepe Biondi en su programa Viendo a Biondi en 1961 donde compartió escenario con Leonor Onis, Zulma Grey, Mónica Grey, Jaimito Cohen, Pepe Díaz Lastra, Luisina Brando y Délfor Medina. 
En 1968, mientras Roberto Galán estaba conduciendo el programa Galanterías, Guillermo Brizuela Méndez le recomendó como nueva "adquisición" a Mancini, quien lo acompañó de allí en más en los ciclos Si lo sabe cante y Domingo de mi ciudad, donde fue una de las secretarias famosas del conductor junto con Dorita Delgado, Ángeles Cudós, Silvia Peyrou, Joyce Morse y Jorgelina Aranda. Allí compartió pantalla con grandes como Fidel Pintos, Hugo Sofovich y Juan Carlos Mareco. También actuó con Carlitos Balá en Canal 13 y en el programa humorístico La tuerca en su emisión de 1989.
En cine trabajó en las películas como La chacota (1963), dirigida por Enrique Dawi junto con Luis Aguilé y Mariquita Gallegos; Los guerrilleros (1965) con dirección de Lucas Demare y protagónicos de Arturo García Buhr, Bárbara Mujica, José María Langlais y Olga Zubarry; y Maridos en vacaciones (1975), bajo la dirección de Enrique Cahen Salaberry, con la dupla cómica de Alberto Olmedo y Jorge Porcel.

## Filmografía
- 1975: Maridos en vacaciones.
- 1974: Seguro de castidad.
- 1970: Pasión dominguera
- 1965: Los guerrilleros.
- 1963: La chacota.
- 1963: La familia Falcón.

## Televisión
- 1989: La tuerca
- 1968: Si lo sabe, cante.
- 1968: Galanterías
- 1968/1971: Domingo de mi ciudad.[5]
- 1965/1966:El flequillo de Balá.
- 1963: Vivamos felices, show cómico-musical animado por Guillermo Brizuela Méndez y Olga O'Farrell.
- 1961/1968: Viendo a Biondi.

## Teatro
- Si tocan el timbre no abras (1981), con Adrián Ghío, Cristina del Valle, Gilda Lousek y Rubén Green.[6]
- Los vecinos de Corrientes (1974), con Jorge Perez Evelyn, Juan Carlos Próspero, Silvia Cramer, Dolores De Cicco, Jovita Luna, Enrique Massari, Pocho Navarro, Pablo Palitos y Estrella Rivera.[7]